# 大宮運転区
大宮運転区（おおみやうんてんく）は、かつて存在した東日本旅客鉄道（JR東日本）大宮支社の運転士が所属する組織。2024年3月15日限りで廃止し現在は大宮統括センター乗務ユニット。旧称の大宮機関区を含めると100年以上の歴史がある。
構内には機関区時代のモニュメントや記念碑が点在する。

## 概要
- 大宮駅の南方、東北新幹線の高架の西側に位置し、JR東日本大宮支社ビル建設[2]後は構内に20本程の留置線が存在した。
- 名称は「大宮」だが、所在地は旧与野市にあり、旧大宮市ではない。ただし、電話局は大宮局（旧与野エリアは浦和局）である。
- 構内には留置線があり、昭和時代は貨物や機関車の入れ替え、平成になってからは廃車の一時留置などに利用されていたが、現在は時々乗務員訓練や駅などの合同訓練時に使用される程度で、留置線自体も全盛期の3分の1程度に減っている。
- 構内南端からは東北貨物線下り線の下をくぐって大宮操車場の中１番線と線路でつながっていたほか、大宮支社ビル脇の線路からは大宮総合車両センターにも通じていた。

## 歴史
- 1894年ごろ（明治29年ごろ）- 大宮機関区設置（公式資料なし）
- 1901年（明治34年）- 第三代区長就任（三代目区長就任日以降は公式資料あり）
- 1903年（明治36年） - 大宮駅南側に移転
- 1952年（昭和27年） - 鉄道設立80周年記念式典開催
- 1957年（昭和32年） - 安全の鐘設立
- 1969年（昭和44年） - 国鉄D51形蒸気機関車の業務終了
- 1979年（昭和54年） - 現庁舎完成
- 1985年（昭和60年） - 埼京線開通、川越線電化。電車業務が中心となる。
- 1987年（昭和62年） - 大宮運転区に改称
- 1987年（昭和62年） - 東京地域本社の管轄となる
- 1994年（平成6年） - 平成採用の運転士養成開始
- 1998年（平成10年） - 東京支社発足により同支社の管轄となる。
- 2000年（平成11年） - 大宮支社建設で用地供給の為、留置線が激減する。
- 2001年（平成13年） - 大宮支社発足により同支社の管轄となる。
- 2019年（平成31年） - 東北新幹線高架付近と大宮支社ビル付近の線路が撤去される。
- 2024年（令和6年） - 大宮営業統括センターに、大宮運転区、大宮車掌区を統合して大宮統括センター発足。埼京線の一部行路を新設した埼京運輸区に移管する。大宮営業統括センター、大宮運転区、大宮車掌区を廃止する。